# Emile Gastemans
Emile Gastemans (Antwerpen Borgerhout, 15 april 1883 - Antwerpen, 14 maart 1956) was een Belgisch kunstschilder.

## Levensloop
Geboren op 15 april 1883 te Borgerhout en stierf te Antwerpen in 1956 net geen 73 jaar oud. Na het behalen van het diploma van onderwijzer volgde Emile Gastemans avondlessen aan de KASK Antwerpen bij de professoren kunstschilders Piet Verhaert en Gerard Jacobs. Hij schilderde vanaf begin 1900 vele haven en stadsgezichten in en rond Antwerpen. En werd in 1905 lid van de kunstenaarsvereniging Als ik Kan.
De kunstenaars Jozef Posenaer, Eugeen Van Mieghem, en Alfons Van Beurden Jr. en Jan De Graef werden vrienden voor het leven.
Tijdens de Eerste Wereldoorlog zocht hij zijn onderwerpen in het Brusselse nachtleven. In 1919 vertrok hij met vrouw, Jeanne Petit en hun twee kinderen naar Granada waar het zieke zoontje overleed. Nadien ondernam hij nog vele reizen naar Spanje o.m. Castilië, Avila, Toledo en Burgos.
Schilderde ook in Marokko nabij Tanger, reisde door Bretagne
Werd vooral bekend voor zijn Spaanse doeken die hij exposeerde in Antwerpen op de jaarlijkse Als Ik Kan exposities.
Was onderwijzer van beroep.
Hij woonde met zijn echtgenote en drie kinderen Isa, Alfred en Willem in de Grote Beerstraat 52 te Antwerpen, waar hij een groot atelier had op de eerste verdieping.

### Werken
- Vastenavondbal in danszaal Rubens

### Tentoonstellingen
- 1904, Gent, Driejaarlijks Salon
- 1913, Amsterdam, Galerie Kever

### Musea
- Stedelijk Prentenkabinet van Antwerpen
- Collectie Vleeshuis Antwerpen
- Arlon, Musée Gaspar-Collectie Institut Archéologique du Luxembourg.
- Particuliere Verzamelingen

- RKD-Nederlands Instituut voor Kunstgeschiedenis: 30390
- Union List of Artist Names: 500140929
- Virtual International Authority File: 96649313